# فرودگاه رامسگاته
فرودگاه رامسگاته (به انگلیسی: Ramsgate Airport) (به زبان بومی: RAF Ramsgate) یک فرودگاه تعطیل است که یک باند فرود چمن دارد و طول باند آن ۹۱۴ متر است. این فرودگاه در کشور انگلستان قرار دارد .